# فالنتين موروزوف
فالنتين موروزوف (بالروسية: Валентин Морозов)‏ هو لاعب هوكي الجليد روسي، ولد في 1 يونيو 1975 في موسكو في روسيا.

## وصلات خارجية
- فالنتين موروزوف على موقع دوري الهوكي الوطني (الإنجليزية)
- فالنتين موروزوف على موقع EliteProspects.com (الإنجليزية)
- فالنتين موروزوف على موقع Eurohockey.com (الإنجليزية)
- فالنتين موروزوف على موقع HockeyDB.com (الإنجليزية)